# Bundi (Stadt)

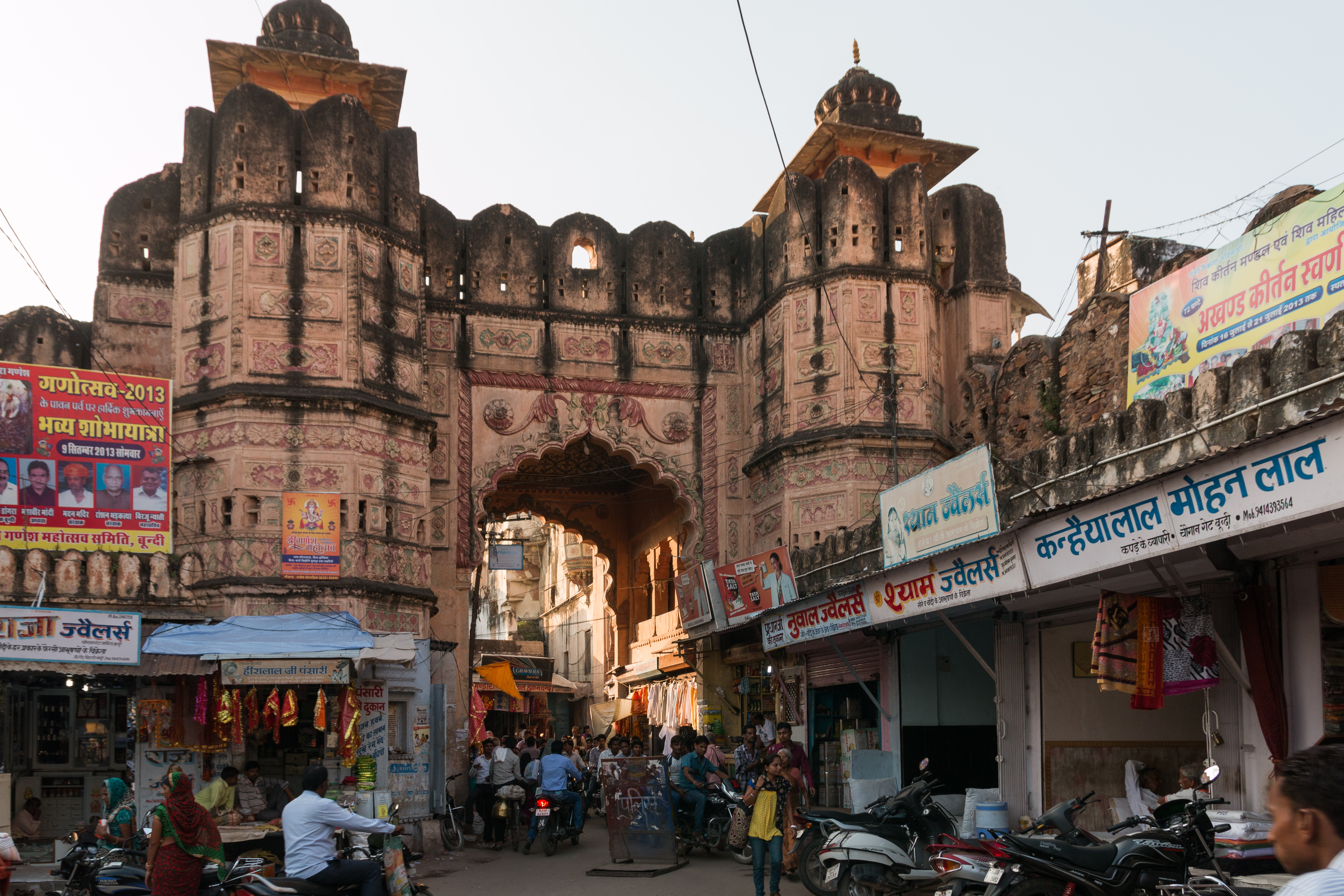
Chogan-Pol

Bundi (Hindi बूंदी Būndī) ist eine Großstadt (seit 2012 Municipal Corporation) mit ca. 105.000 Einwohnern im indischen Bundesstaat Rajasthan. Bundi ist Verwaltungssitz des gleichnamigen Distrikts und war Hauptstadt des bis zum Jahr 1949 existierenden Fürstenstaates Bundi.

## Lage
Bundi liegt in einem Tal des Aravalligebirges im Südosten Rajasthans in einer Höhe von ca. 265 mü. d. M.; die Städte Kota und Chittorgarh befinden sich etwa 38 km (Fahrtstrecke) südöstlich bzw. 153 km südwestlich. Das Klima ist meist trocken und warm; Regen fällt nahezu ausschließlich während der sommerlichen Monsunmonate.

## Bevölkerung

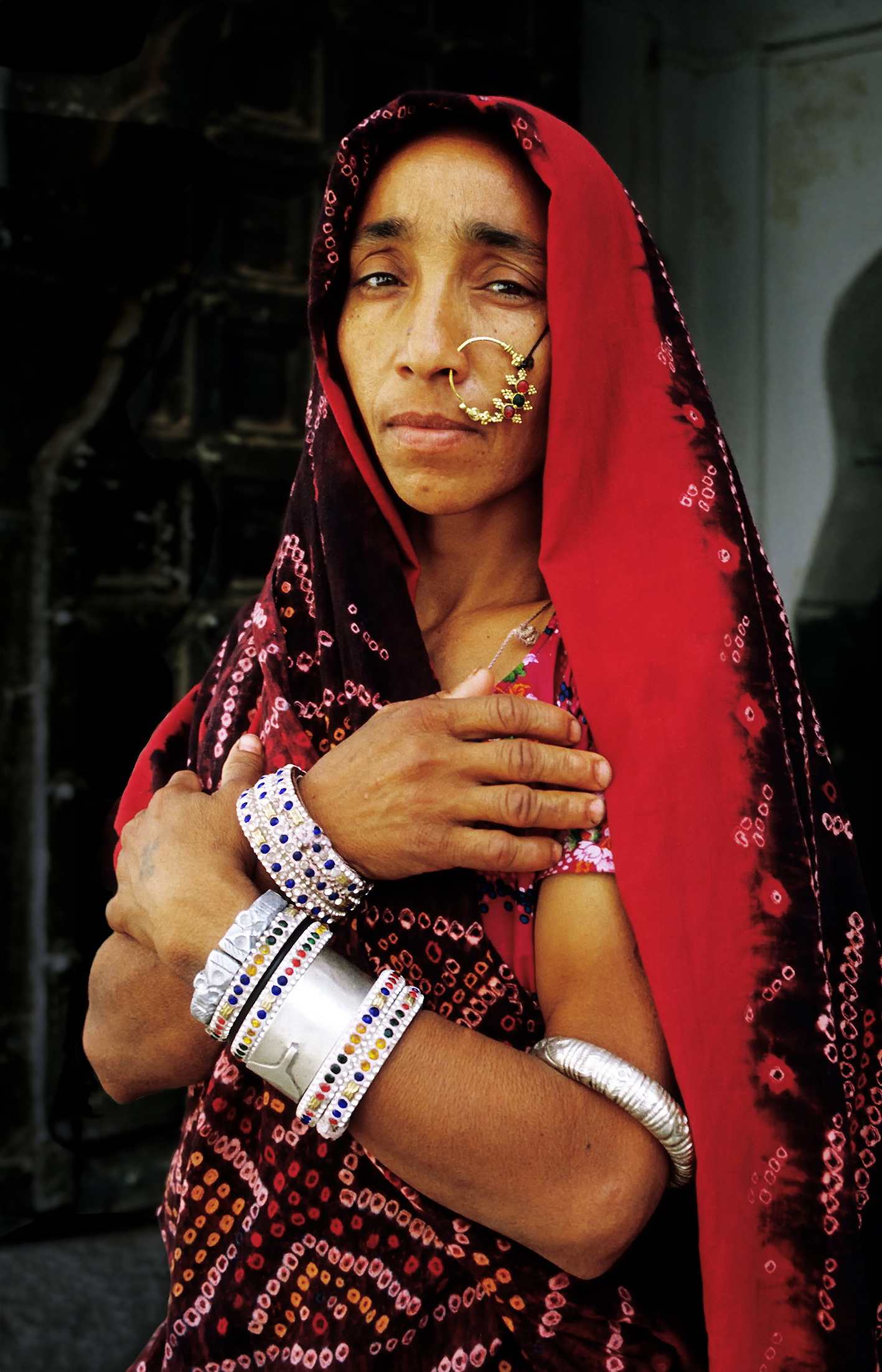
Frau in Bundi, Rajasthan, Indien im Jahr 1986

Offizielle Bevölkerungsstatistiken werden erst seit 1991 geführt und veröffentlicht.
| Jahr      | 1991   | 2001   | 2011    |
| Einwohner | 65.047 | 88.871 | 104.919 |

Gut 74 % der Einwohner sind Hindus, ca. 21,5 % sind Moslems, gut 3 % sind Jains und knapp 1 % sind Sikhs; Buddhismus und Christentum spielen kaum eine Rolle. Wie im Norden Indiens üblich, ist der männliche Bevölkerungsanteil um etwa 10 % höher als der weibliche.

## Wirtschaft
Bundi ist das handwerkliche und kaufmännische Zentrum einer landwirtschaftlich genutzten Umgebung. Seit den 1970er Jahren spielen auch der Dienstleistungssektor und der Tourismus eine gewisse Rolle im Wirtschaftsleben der Stadt.

## Geschichte
Wie viele andere Regionen Rajasthans und Nordindiens, so war auch Bundi seit dem Jahr 1342 ein unabhängiger Fürstenstaat, der auch von den Briten als solcher behandelt wurde, wenngleich diese im Jahr 1818 ein Protektorat errichteten. Zwei Jahre nach der Unabhängigkeit Indiens (1947) gab der letzte regierende Maharao Shri Bahadur Singh die Autonomie Bundis auf und schloss sein kleines Reich der neugegründeten ‚Indischen Union‘ an.

## Sehenswürdigkeiten
- Das Taragarh-Fort wurde auf dem Plateau eines Hügels erbaut und ist durch drei Tore gesichert (Lakshmi Pol, Phuta Darwaza und Gagudi ki Phatak). Das Felsgestein ist von Gängen ausgehöhlt; außerdem gibt es mehrere Wasserreservoirs.Abendlich angestrahlter Garh Palace

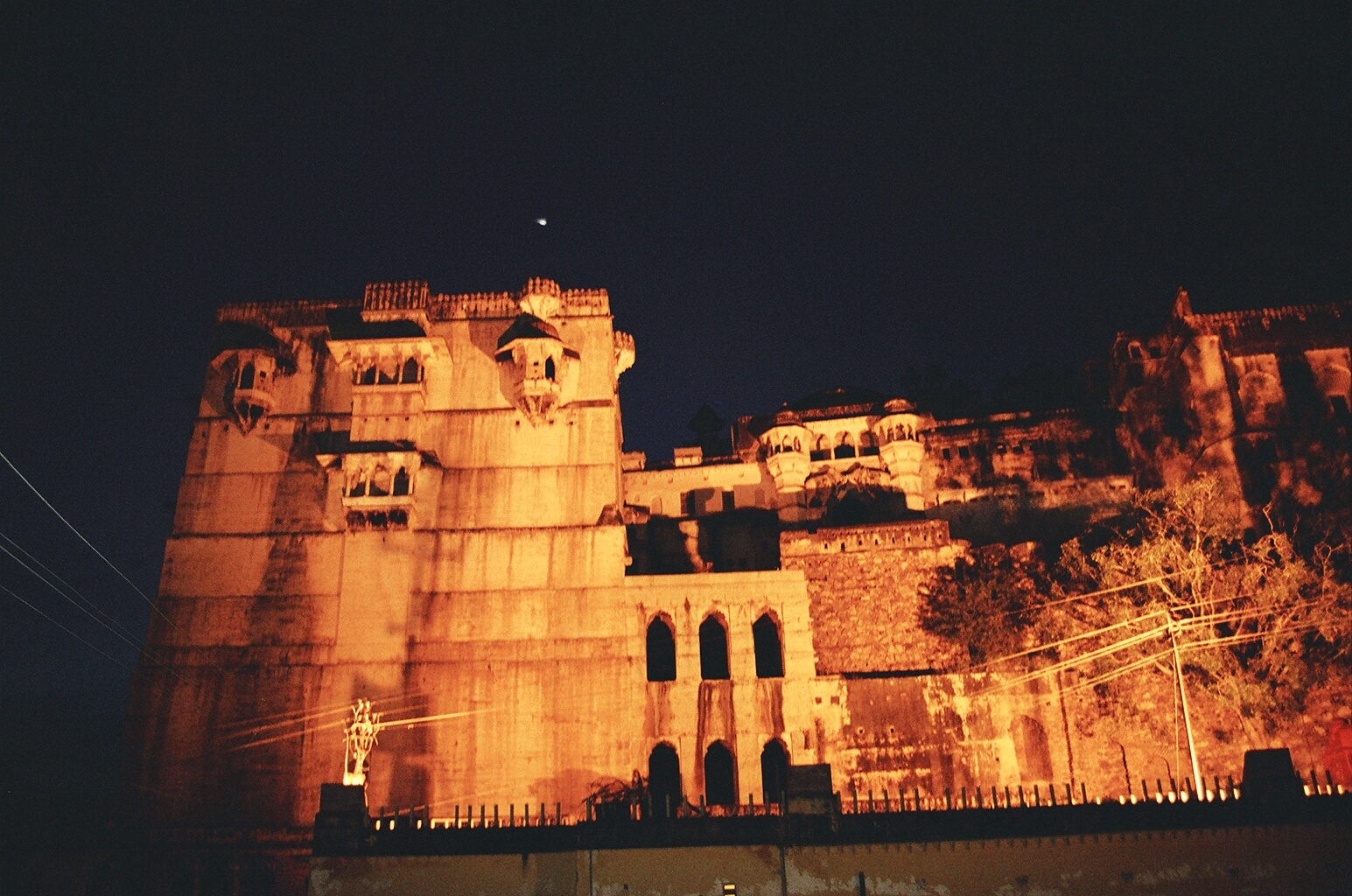
Abendlich angestrahlter Garh Palace

- Der am Hang des Hügels liegende und in den Jahren 1607 bis 1631 erbaute, später jedoch erweiterte Garh Palace enthält zahlreiche Freskenmalereien des 17. bis 19. Jahrhunderts mit Themen aus der Mythologie sowie der Geschichte der Stadt und des Lebens am Hofe. Von einem Balkon genießt man spektakuläre Blicke über den Naval Sagar Lake und die Stadt. Die zahlreichen Malereien im Palace bilden die Vorlagen für die sog. Bundi-Art, einer kunstvollen Seidenmalerei.Decken- und Freskenmalereien im Garh Palace

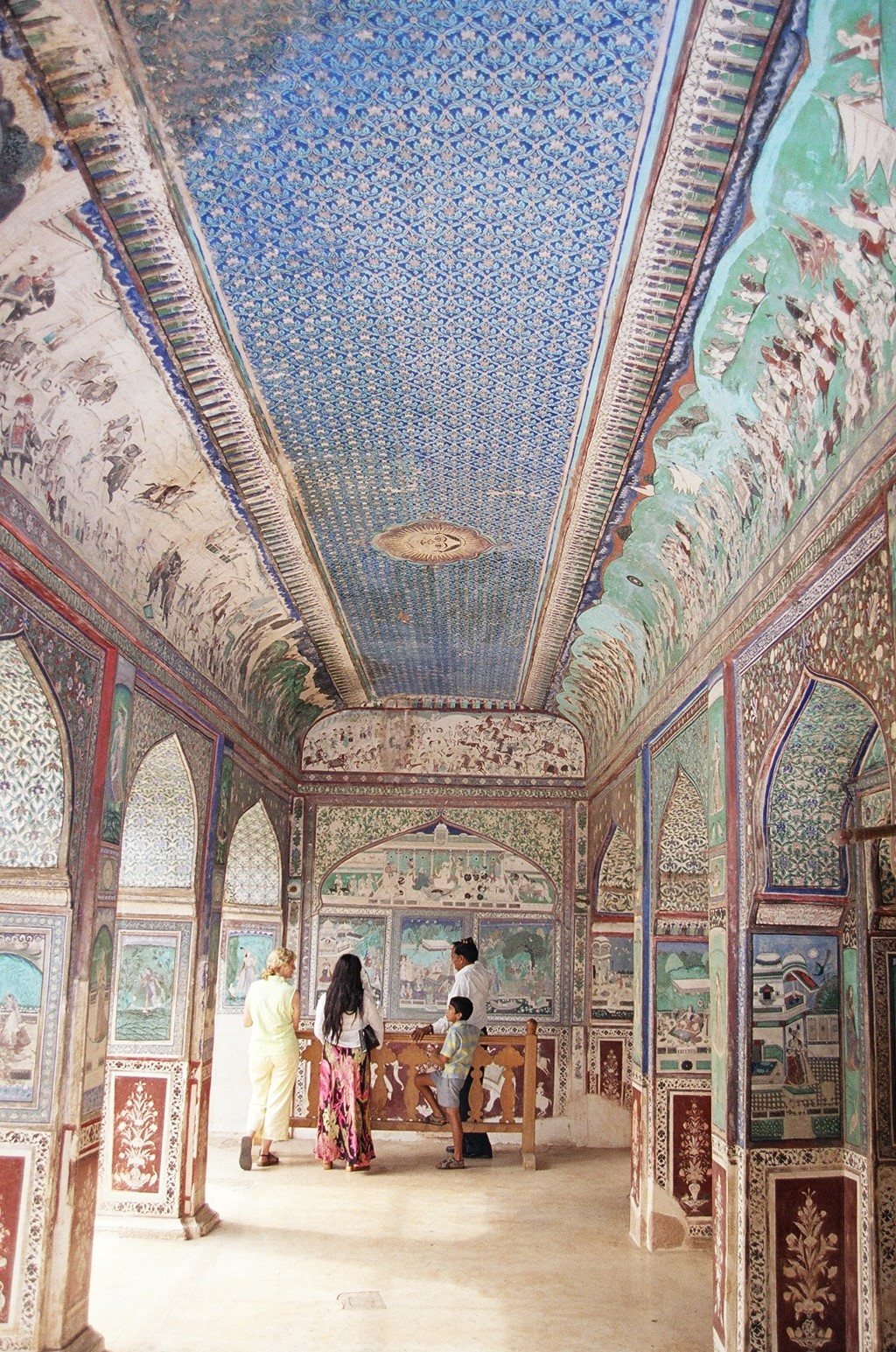
Decken- und Freskenmalereien im Garh Palace

- Das mit Anklängen an den Mogul-Stil erbaute Chogan Pol markiert die Grenze zum geschäftigen Basarviertel der Stadt.
- Der im Jahr 1699 im Auftrag von Rani Nathavat Ji, eine der Frauen des damaligen Maharaos, erbaute Raniji Ki Baori ist mit seinen 46 m Tiefe einer der bedeutendsten Stufenbrunnen Rajasthans. Er ist im indo-islamischen Stil erbaut.
- Zwei weitere Stufenbrunnen aus den 1870er Jahren werden unter dem Namen Nagar Saga Kund zusammengefasst und befinden sich nahe dem Chogan Gate.
- Die einstmals ca. 50 Stufenbrunnen und Tanks sind meist zugeschüttet worden; erwähnenswert ist noch der Dabhai Kund, der mit schönen Steinmetzarbeiten aufwartet.
- Das im Süden der Stadt gelegene Chaurasi Khambon ki Chhatri gehört zu den schönsten Memorialbauten Indiens; es hat insgesamt 84 Stützen und wurde im Jahr 1683 zu Ehren eines Stiefbruders des Maharajas errichtet.
- Der ca. 2 km nördlich der Stadt gelegene Jait Sagar Lake ist natürlichen Ursprungs; er wurde jedoch durch Menschenhand vergrößert. An seinem Südende stehen die Kenotaphe (chhatris) von 66 Angehörigen der Herrscherfamilie.